# Der Räuber und seine Söhne
Der Räuber und seine Söhne ist ein Märchen (ATU 953, 1137). Es stand in den Kinder- und Hausmärchen der Brüder Grimm nur in der 5. und 6. Auflage an Stelle 191 (KHM 191a) und stammt aus Moriz Haupts Zeitschrift Altdeutsche Blätter von 1836.

## Inhalt
Ein alter Räuber bereut sein Handwerk und bessert sich. Seine drei Söhne wollen wieder Räuber werden. Er rät ihnen ab. Doch sie stehlen das Pferd der Königin, indem sich der Jüngste in einem Grasbündel versteckt, das sie dem Stallmeister verkaufen. Sie werden gefasst. Weil sie schön sind, fragt die Königin den Vater, ob er sie lösen wolle. Als er sagt, sie seien es nicht wert, will sie nur die merkwürdigste Geschichte aus seinem Räuberleben hören.
Er erzählt, wie er mit hundert Mann die Wohnung eines Riesen plünderte. Zehn Riesen nahmen sie gefangen und verteilten sie auf sich, so dass einer jeden Tag einen von zehn auffraß. Als die Reihe zuletzt an ihm war, gab er sich als Arzt aus, der seine kranken Augen heilen könnte, und übergoss ihn mit giftiger Brühe. Als der Geblendete wütend um sich schlug, versteckte er sich am Hahnenbalken und dann zwischen den Schafen, die der Riese durch seine Beine auf die Weide laufen ließ. Weil er dicker war, wollte der Riese ihn fressen, aber er sprang weg, bis der Riese ihn entnervt hinauswarf. Draußen verhöhnte er ihn. Der Riese gab ihm einen Ring in vorgeblicher Anerkennung, der aber bewirkte, dass er immer ”hier bin ich” rufen musste. Der Riese hatte ihn fast eingeholt, als er sich den Finger abbiss und entkam.
Der Räuber erzählt für seinen zweiten Sohn weiter, wie er in der Wildnis schließlich ein Haus fand, vor dem drei getötete Männer an einem Ast hingen. Drinnen war eine geraubte Frau mit ihrem Kind, das sie den Ungeheuern zum Abend kochen musste. Er gibt ihr einen der Toten und versteckt sich. Als das oberste Ungeheuer nach dem Essen drei Fleischproben holen lässt, um zu wissen, dass sie wirklich das Kind gegessen haben, hängt sich der Räuber an die Stelle und lässt sich in die Lenden schneiden.
Für seinen dritten Sohn erzählt der Räuber weiter. Er horchte, wie der Oberste den Mann mit dem noch frischen Fleisch verlangte. Er hing sich wieder an den Ast und sollte grade geschlachtet werden, als ein Unwetter die Ungeheuer vertrieb. Er wanderte mit der Frau vierzig Tage und brachte sie ihrer Familie zurück. Die Königin findet, er habe damit viel Böses gutgemacht und gibt die Söhne frei.

## Herkunft
Die Brüder Grimm hatten die Erzählung in einer Handschrift des 15. Jahrhunderts, deren Quelle leicht älter sein kann aus Moriz Haupts Zeitschrift Altdeutsche Blätter (1836, Bd. 1, 119–128). Die Weiterführung der Sage vom Riesen Polyphem aus Homers Odyssee fanden sie trefflich und unabhängig von den Darstellungen anderer Völker. Auch in seiner Abhandlung 1857 glaubte Wilhelm Grimm noch an eine nebenhomerische Erzähltradition von Polyphem. So sammelte er Versionen in Serbisch, Rumänisch, Estnisch, Finnisch und Russisch. Es wurde vermutet, dass wohl praktisch alle Versionen, auf Johannes de Alta Silvas Dolopathos zurückgingen. In der 7. Auflage ließen sie das Zaubermärchen wohl deshalb wieder weg.
Eine empirische Studie kam zu einem anderen Ergebnis. Auf Basis von insgesamt 98 Handlungselementen aus 44 verschiedenen Überlieferungen wurde dazu eine phylogenetischen Rekonstruktion durchgeführt. Diese aus der Evolutionsbiologie entlehnte Methode wird zur Bestimmung der genetischen Abstammung oder Verwandtschaftsbeziehungen von Mythen benutzt. Die Überlieferung in der Version der Walliser erwies sich dabei als diejenige, die einer prähistorischen, europäischen Ursprungsversion am nächsten kam.